# Exohold

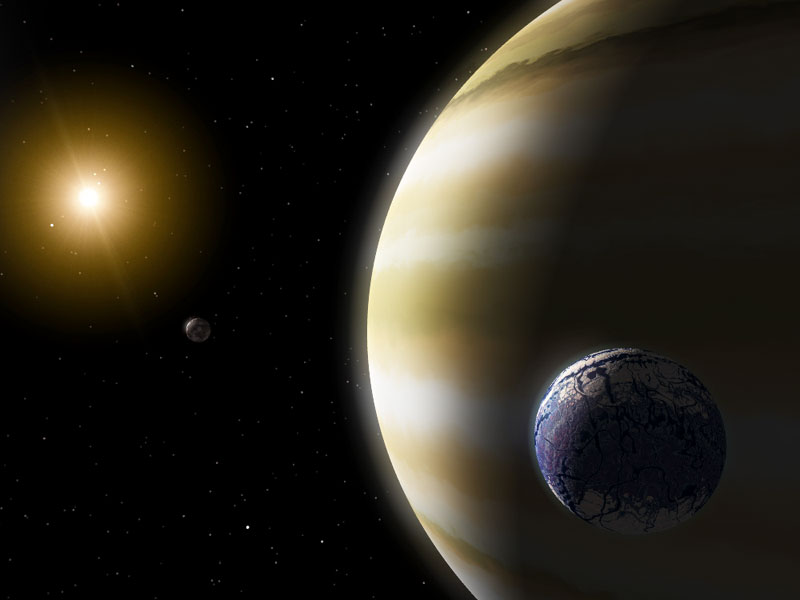
Exobolygó földszerű holdja fantáziarajzon

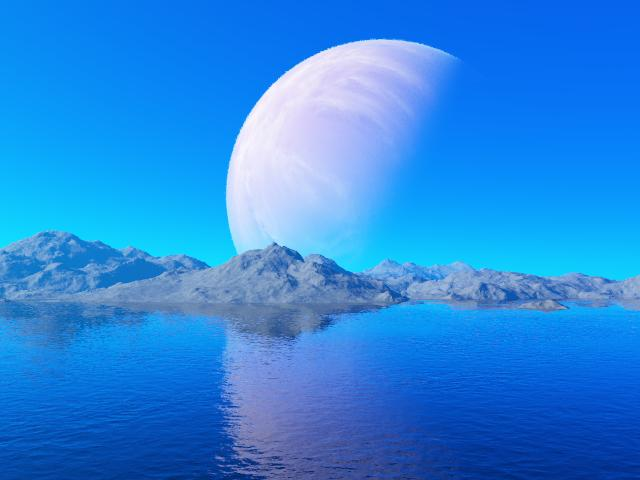
Exobolygó kelése egy lakható holdjának felszínéről nézve

Az exohold olyan hold, amely exobolygó (más bolygórendszer bolygója) körül kering. Bár teljesen biztos, hogy a nagyszámú exobolygó körül számtalan exohold kering, napjaink tudományos lehetőségei között az exobolygók felfedezése is nehéz feladatnak számít, a körülöttük keringő holdak felfedezése pedig a technika jelenlegi színvonala mellett nem lehetséges. A közeljövőben azonban több, kifejezetten az exobolygók felfedezésére kifejlesztett űrtávcső felbocsátása esedékes (elsőként a Kepler űrtávcső, melyet 2009. március 7-én indítottak), melyek adatsorainak elemzésével -kivételesen szerencsés esetekben- pár hold megtalálható.

## Keresésük timing-módszerrel
Az exoholdak keresésére leginkább alkalmas módszer (amelyet a Szegedi Tudományegyetemen dolgozó kutatók dolgoztak ki, és a Kepler űrtávcső esetében alkalmazni terveznek) a timing-módszer (ejtsd: tájming). Ebben az esetben a csillag körül fedési módszerrel felfedezett exobolygó szabályos időnként (keringésenként) elhalad a csillag és a földi megfigyelő között, a csillag így elhalványodik. Amennyiben a bolygó körül hold kering, a hold gravitációs hatása miatt a bolygó hol egy kicsit korábban, hol egy kicsit később fedi el a csillagot, ami a csillagfedés idejét vagy mértékét kis mértékben megváltoztatja, ez pedig a közeljövő távcsöveivel kimutatható lesz, különösen a viszonylag kis tömegű exobolygók körül keringő nagy tömegű holdak esetében, mert a pályaháborgás itt a legkönnyebben kimutatható. Az sem kizárt, hogy a csillag közeli lakható övezetben hamarabb ki lehet mutatni lakható holdakat, mint bolygókat. Az exoholdakéhoz hasonló elváltozásokat más jelenségek is okozhatnak, a bolygópálya kismértékű elváltozását okozhatja például a bolygó periasztronjának precessziója, csillagfoltok, más bolygók gravitációs hatása is, de a zavaró jelenségek kiszűrésében segítséget jelenthet a fedés pontos idejének így az átvonuló bolygó sebességének megállapítása, aminek a hold hatására szintén változnia kell.

## Keresésük az infravörös tartományban
Egy másik elképzelés szerint a csillag-bolygó párost infravörös tartományban megfigyelve (így a bolygó kevésbé halvány a csillaghoz képest, mert sugárzási maximuma a felszínén uralkodó alacsonyabb hőmérséklet miatt az infravörös tartományba esik), a körülötte keringő, légkör nélküli hold által okozott eltérések lesznek észlelhetők, szintén a nem túl távoli jövőben.

## Az exoholdak lakhatósága
Az exobolygókhoz hasonlóan, az exoholdakkal kapcsolatban felmerülő első kérdés az, hogy vajon lakhatóak-e. Általában tömegüknek megfelelően nagynak, legalább egyharmad földtömegnek kell lennie ahhoz, hogy mágneses mezőt tudjanak fenntartani, amely megakadályozza légkörük elszökését, emellett felmerülhetnek a holdakra jellemző specifikus, a földön kívüli élet számára kedvezőtlen tulajdonságok, mint a kötött (és így lassú) tengelyforgás, mely meglehetősen nagy hőmérséklet-különbségeket okoz, hasonlóan a Holdhoz.